# Pogonocephala veneranda
Pogonocephala veneranda là một loài bướm đêm thuộc họ Gracillariidae. Loài này có ở Nam Phi.